# Множина (мовознавство)
Множина́ (лат. numerus pluralis, або просто pluralis) — в мовознавстві форма числа. У більшості сучасних індоєвропейських мов множина протиставляється однині.

## Класифікація
У категорії множині виділяють так складові:
- дистрибутивна множина (pluralis distributivus) — означає багато предметів (лист — листи, брат — брати, прут — прути);
- збірна множина (pluralis collectivus) — виражає сукупність однакових предметів (лист — листя, брат — браття, прут — пруття).

На думку радянського лінгвіста О. С. Ахманової, складових поняття множинності чотири: дистрибутивна множина (означає багато предметів, мислимих окремо); приблизна множина (вживається при неточній вказанні на кількість предметів, явищ); родова множина (позначає даний рід чи клас предметів); збірна множина (виражає сукупність однакових предметів).
Більшість імен має як форми однини, так і форми множини, проте, існує певна кількість іменників, вживаних тільки в множині (pluralia tantum), а також іменників, що не мають множини (singularia tantum).

## Характеристика
Множина протиставляється однині, а також двоїні (у мовах, де існує ця граматична категорія). У першому разі форма множини означає, що предметів більше одного, у другому — що більше двох (у мовах з рідкісною категорією троїни — більше трьох).

### Етикет
У багатьох мовах у всіх стилях мовлення є нормативним шанобливе використання щодо осіб форм множини замість однини: Ви, мамо, відпочивайте…; Батько працювали…; Ви, пане Президенте…. Таке шанобливе звертання у формі 2-ї особи множини прийняте в українській, французькій, литовській мовах та багатьох інших. У деяких мовах замість форм 2-ї особи вживають форми 3-ї особи множини, наприклад, у німецькій. У сучасній англійській мові форма множини 2-ї особи навіть витіснила форму однини (you замість thou), остання сприймається як архаїзм.

## Українська мова

### Історія
В іменників чоловічого роду з давньою основою на *-ŏ називний відмінок множини чоловічого роду мав закінчення *i у твердому і м'якому варіантах (д.-рус. городи, ворози, друзи, брати, дуси, мѫжи, отьци, вълци, краи). Закінчення множини *i походить від ранньопраслов'янського дифтонга *oi̯. На це вказують дані інших індоєвропейських мов: ранньо-прасл. *vьl̥koi̯ («вовки») — лит. vilkai, грец. λΰκοι і лат. lupi < *lupoi («вовки»). Після монофтонгізації *oi̯ і переходу його в *i, відбулася зміна *g > *z, *k > *c, *x > *s відповідно до закону другої палаталізації (*drugoi̯ > *drugi > *drudzi > *druzi; *vьl̥koi̯ > *vьl̥ki > *vьl̥ci; *duxoi̯ > *duxi > *dusi). Зараз давню форму з палаталізованим приголосним зберігає лише слово друзі — від друзи, що пізніше набуло форми друзѣ, уподібнившись формам знахідного множини іменників м'якої групи (отьцѣ, мужѣ, конѣ, краѣ). У решти слів цього типу в староукраїнський період форми називного були витіснені формами знахідного відмінка, де палаталізації не відбувалося (укр. внуки, вороги — від д.-рус. внукы, ворогы).
В іменників з основою на *-ŭ називний множини мав закінчення *-ove (д.-рус. домове, медове, садове, сынове), яке походить від праіндоєвропейського закінчення *-owes/-ewes і має паралелі в інших індоєвропейських мовах: лит. sūnūs («сини»), де слов'янському *v відповідає ū, хеттськ. pankawēš («зібрання», «збори»), санскр. sūnavaḥ («сини»).
Іменники з основою на *-ĭ утворювали множину за допомогою закінчення *-ьje (д.-рус. гостиѥ, пѫтиѥ, гѫсиѥ, звѣриѥ, ночиѥ, костиѥ), яке походить від праіндоєвропейського *-eyes, пор. прасл. *gostьje і гот. gasteis («гості»), лат. hostēs («вороги»).
В іменників з основою на *n називний множини мав закінчення *e (д.-рус. дьне, камене, степене), з основою на *-r — закінчення *i (д.-рус. матери, дъчери).
Нечисленні іменники з основою на *-ū (д.-рус. букы, любы, цьркы, коты, моркы, тыкы, хорѫгы) мали закінчення множини *-ъve (д.-рус. букъве, любъве, цьркъве, котъве, моркъве, тыкъве, хорѫгъве). До цього типу відмінювання колись належали і слова кров і брова, чиї праслов'янські форми множини відновлюють як *krъve, *brъve. Потім цей тип відмінювання зник і зараз любов і кров утворюють множину за зразком іменників з основою на *-ĭ (любові, крові), а решта — за зразком іменників з основою на *-a (брови, букви, церкви, кітви, моркви, тикви, хоругви).
Надалі, парадигм різних типів відмінювання, правила утворення множини змінилися. Іменники з основою *-ĭ уподібнилися іменникам з основою на *-r і тепер утворюють III-тю відміну (укр. матері, гості, гуси, кури, звірі, путі, ночі). В іменників з основами на *-o, *-ŭ і *n форми називного витіснені формами знахідного (суч. укр. городи, вороги, доми, сади, сини, дні, камені, степені), лише в одиничних випадках збереглися форми називного (суч. укр. друзі).
Форма кличного відмінка множини сватове є архаїчною формою множини сват (відмінювалося за типом на *-ŭ), форма панове за походженням є оригінальною формою множини польського слова пан (пол. panowie), що теж відмінюється за типом іменників з основою на *-ŭ (у польській мові деякі іменники чоловічого роду зберігають досі це закінчення множини), а форма називного множини пани — утворення на українському мовному ґрунті за зразком інших іменників на *-ŭ. Форма братове, що іноді вживається поряд з браття у значенні збірного іменника і кличного множини, виникла за аналогією з панове і сватове, бо слово брат питомо належало до типу з основою на *-o і не могло мати в множині закінчення -ове.
|                 | Тип на *-ā     | Тип на *-ā          | Тип на *-ŏ       | Тип на *-ŏ              | Тип на *-ŭ     | Тип на *-ĭ                   | Тип на *-ū          | Тип на приголосний | Тип на приголосний | Тип на приголосний | Тип на приголосний |
| Твердий варіант | М'який варіант | Твердий варіант     | М'який варіант   | Підтип на *-n           | Тип на *-ŭ     | Тип на *-ĭ                   | Тип на *-ū          | Підтип на *-r      | Підтип на *-s      | Підтип на *-nt     |                    |
| --------------- | -------------- | ------------------- | ---------------- | ----------------------- | -------------- | ---------------------------- | ------------------- | ------------------ | ------------------ | ------------------ | ------------------ |
| Називний        | рыбы, рукы     | землѣ, кънѧгынѣ     | городи, села     | отьци, кони, поля       | сынове, медове | гости (гостьѥ), пути (путьѥ) | букъве, цьркъве     | камене, дьне       | матере (матери)    | словеса            | ягнѧта             |
| Родовий         | рыбъ, рукъ     | земль, кънѧгынь     | городъ, селъ     | отьць, конь, поль       | сыновъ, медовъ | гостьи, путьи                | букъвъ, цьркъвъ     | каменъ, дьнъ       | матеръ (материи)   | словесъ            | ягнѧтъ             |
| Давальний       | рыбамъ, рукамъ | землямъ, кънѧгынямъ | городомъ, селомъ | отьцемъ, конемъ, полѥмъ | сынъмъ, медъмъ | гостьмъ, путьмъ              | букъвамъ, цьркъвамъ | каменьмъ, дьньмъ   | матерьмъ           | словесьмъ          | ягнѧтьмъ           |
| Знахідний       | рыбы, рукы     | земли, кънѧгыни     | городы, села     | отьцѣ, конѣ, поля       | сыны, меды     | гости, пути                  | букъвы, цьркъвы     | камени, дьни       | матери (матере)    | словеса            | ягнѧта             |
| Орудний         | рыбами, руками | землями, кънѧгынями | городы, селы     | отьци, кони, поли       | сынъми, медъми | гостьми, путьми              | букъвами, цьркъвами | каменьми, дьньми   | матерьми           | словесы            | ягнѧты             |
| Місцевий        | рыбахъ, рукахъ | земляхъ, кънѧгыняхъ | городѣхъ, селѣхъ | отьцихъ, конихъ, полихъ | сынъхъ, медъхъ | гостьхъ, путьхъ              | букъвахъ, цьркъвахъ | каменьхъ, дьньхъ   | матерьхъ           | словесьхъ          | ягнѧтьхъ           |

Прикметники в називному множини мають закінчення -і. Аналогічні закінчення вони мали у праслов'янській і давньоруській мовах (д.-рус. нови, добри, хоробри), але в цьому разі рефлексом давнього закінчення мав бути звук [ɪ] (и). Наявність -і можна пояснити поширеною в староукраїнській заміною давнього и на ѣ, яке могло відбутися під впливом форм двоїни жіночого та середнього роду або форм знахідного множини чоловічого роду м'якого варіанта (д.-рус. новѣ, добрѣ, хоробрѣ).
Сучасні форми множини очі та уші є за походженням формами двоїни, що витіснили давню множину очеса та ушеса. Очевидно, двоїною можна вважати й слово двері: з огляду на найвність прикінцевого -і (із ѣ), а також форми орудного відмінка дверима.
Прикметники в праслов'янській і давньоруській мовах мали окремі форми множини для чоловічого, жіночого і середнього родів (див. докладніше «Історія прикметника в українській мові»).

### Сучасність
В українській мові множина іменників здебільшого означає невизначену кількість однорідних предметів (сестри, столи, озера).
Число дієслів, прикметників, порядкових числівників, займенників залежить від числа слів (найчастіше іменників), з якими вони узгоджені (чорні автомобілі, ці веселі двоє).
Іменники, що вживаються тільки в множині
Є ціла група іменників, що вживаються тільки в множині (лат. pluralia tantum). Вони охоплюють кілька семантичних груп. Найголовнішими серед них є такі:
- назви будівель, їх частин, споруд — сіни, ворота, сходи, двері;
- назви предметів упряжі, засобів пересування — шори, наритники, сани, бігуни;
- назви знарядь праці і предметів домашнього вжитку — граблі, вила, ваги, триноги, ночви;
- назви парних предметів і парних частин тіла — окуляри, ножиці, кліщі, терези, лещата, лапки, в'язи, груди;
- назви музичних інструментів: цимбали, гусла;
- назви одягу і взуття: штани, труси, бриджі, бутси, панталони;
- назви маси, речовини, матеріалу, продуктів харчування — хімікалії, парфуми, помиї, дрова, вершки, дріжджі, прянощі, консерви, макарони;
- назви залишків речовини чи матеріалу — висівки, вичіски, недоїдки;
- назви відрізків часу, свят, традиційно-побутових обрядів та дій, що повторюються — сутінки, будні, канікули, іменини, роковини, заручини, зажинки, обжинки, переговори, перегони;
- назви сукупності предметів зі значенням збірності — надра, гроші, фінанси, джунглі, хащі, люди;
- назви ігор — шахи, скраклі, городки, піжмурки;
- назви дій і процесів — посиденьки, витребеньки, відвідини, дебати, хвастощі, пустощі;
- назви на позначення почуттів, емоцій, станів — радощі, молодощі, гордощі, жалощі, веселощі, труднощі, ревнощі, скупощі, мудрощі, ласощі;
- власні географічні назви — Альпи, Афіни, Суми, Черкаси, Карпати, Дарданелли.

Множина з відмінним від однини значенням
Форми множини деяких іменників мають додаткові значення:
- берег (річки, моря) — береги (краї аркуша)
- вінце (елемент зрубу) — вінця (краї посуду)
- гріш (дрібна монета) — гроші (платіжний засіб)
- грудь (молочна залоза) — груди (частина тулуба)
- папір (матеріал) — папери (документи)
- поле (ділянка) — поля (краї аркуша, криси)
- рід (родичі) — роди (пологи)
- свобода (воля) — свободи (громадянські права)
- хор (колектив) — хори (галерея)

У різних значеннях вживаються також слова лік і ліки, але вони являють собою випадок омонімії, оскільки пов'язані з різними за походженням словами: перше — з «лічити», друге — з «лікувати».
Множина і збірні іменники
У деяких випадках форми множини можуть бути замінені формами однини збірних іменників:
- брати — браття
- гілки — гілля
- камені — каміння
- корені — коріння
- листки — листя

Утворення
- Іменники середнього роду мають у називному і знахідному відмінках однини закінчення -а або -я (-й-а). Наприклад, озеро-озера, море-моря[Ком 1]. Ця особливість простежується не тільки у слов'янських, але й в інших індоєвропейських мовах, наприклад, лат. scutum («щит») — scuta («щити»), argumentum («довід») — argumenta («доводи»), planum («площина») — plana («площини»), datum («дане») — data («дані»); дав.-гр. φαινόμενον («явище», «феномен») — φαινόμενα («явища», «феномени»), ἄροτρον («плуг», «рало») — ἄροτρᾰ («плуги», «рала»).
- Іменники чоловічого роду 2-ї відміни із закінченням -ин утворюють множину заміною його на -и (боярин — бояри, громадянин — громадяни). В архаїчному мовленні замість -и вживається -е (бояре, гусаре).
- Іменники дитина і людина утворюють множину заміною закінчення -ина на -и, у слові дитина також змінюється голосний кореня (діти, люди).
- Іменники IV-ї відміни утворюють множину за допомогою суфіксів-нарощень -ен, -ат (імена, племена, ягнята), а іменники II-ї відміни небо і чудо — за допомогою нарощення -ес (небеса, чудеса). Цей спосіб утворення множини походить від праслов'янського типу відмінювання на основи *-s, *-n, *-nt. За допомогою нарощення утворювали колись множину й такі слова, як слово, коло, тіло. Надалі всі слова з основою на *-s стали змінюватися за відмінками і числами аналогічно іменникам середнього роду з основою на *-o, від цього способу утворення множини залишилися такі релікти, як форми множини небеса, чудеса, а також прикметники тілесний і словесний (від тілеса і словеса). Іменник коло теж став утворювати множину за зразком слів на *-o (кола), але часто вживана стара форма множини колеса, зробивши нарощення -ес частиною кореня, «переосмислила» цю форму як множину від нового слова колесо.

Особливості

- Деякі іменники чоловічого роду 2-ї відміни мають у називному відмінку множини паралельні закінчення -и та -а: ву́са — ву́си, рукави́ — рука́ва (це є реліктом форм двоїни). У слів ґрунти́, вівси́ і хліби́ у ролі збірних іменників можуть вживатися паралельні форми ґрунта́, вівса́, хліба́. Іменник та́то утворює у множині тільки форму та́ти[2].
- Слова курка і гуска можуть мати дві форми множини: курки́, гу́ски і гу́си, ку́ри. Перша форма вживається у вужчому значенні, щодо самиць, друга є загальнішою назвою і позначає всіх птахів даного виду незалежно від статі. Походження останніх форм теж інше: кури — множина від застарілого куря («курка»)[3], гуси — множина від гусь («гуска», в українській це слово жіночого роду)[4].
- Слова радощі, молодощі, гордощі, жалощі, веселощі тощо є за походженням формами множини слів радість, молодість, гордість, жалість, веселість.

## Множина в інших мовах

### Латинська
У латинській мові закінчення множини визначається типом відмінювання. В іменників і прикметників І-ї відміни називний множини утворюється аналогічно родовому однини, доданням закінчення -e (що походить з давнішого *-i): causa («причина») — causae («причини»), nauta («моряк») — nautae («моряки»), formula («формула») — formulae («формули»), regula nova («нове правило») — regulae novae («нові правила»). У сучасному латинському читанні сполучення ae вимовляється як монофтонг [e]. Іменники і прикметники II-ї відміни утворюють множину доданням до основи закінчення -i, яке також збігається із закінченням родового множини і має таке саме походження, що й праслов'янське *-i — з дифтонга *oi̯. Наприклад, lupus («вовк») — lupi («вовки»), amicus («друг») — amici («друзі»), rex novus («новий цар») — reges novi («нові царі»). У III-й і V-й відмінах іменники чоловічого і жіночого роду мають закінчення -es, IV-й — -us. Іменники і прикметники середнього роду мають у називному множини закінчення -a: scutum («щит») — scuta («щити»), argumentum («довід») — argumenta («доводи»), cornu («ріг») — corna («роги»), datum («дане») — data («дані»), oppidum novum («нове поселення») — oppida nova («нові поселення»), os parietale («тім'яна кістка») — ossa parietalia («тім'яні кістки»).
Характерною особливістю латинських іменників чоловічого і жіночого родів є те, що у знахідному відмінку множини вони всі мають закінчення -s. В іменників середнього роду форми знахідного і множини, і однини збігаються з називним і закінчуються на -a. Інша особливість полягає в тому, що форми латинських давального і відкладного відмінків збігаються в множині у всіх родів: у І-й і II-й відмінах вони мають закінчення -is, у III-й і IV-й — -ibus, у V-й — -ebus.

### Англійська
У сучасній англійській більшість слів утворюють множину за допомогою закінчення -s/-es. Існує низка слів з архаїчним утворенням множини: чергуванням голосних кореня, яке має ще прагерманське походження. Наприклад, goose — geese, foot — feet, mouse — mice, ox — oxen, man — men, woman — women та деякі інші. Фонетичні зміни у давньоанглійській мові привели до відпадіння давніх закінчень і перебудови кореневих голосних: прагерм. *fōts («нога») — *fōtiz («ноги»), прагерм. *mūs («миша») — *mūsiz («миші») > дав.-англ. fōt — fēt, mūs — mȳs, сучасні англ. foot — feet, mouse — mice. У діалектах явище іррегулярного утворення множини спостерігають частіше: так, для слів bee («бджола»), cow («корова»), eye («око»), house («будинок») у деяких регіонах Великої Британії та Ірландії трапляються архаїчні форми множини been, kine, eyen, housen.
В англійській мові існує значна кількість латинізмів і грецизмів, що утворюють множину за правилами латинської і давньогрецької граматики. Наприклад, alga («водорість») — algae («водорості»), labium («статева губа») — labia («статеві губи»), axis («вісь») — axes («осі»), phenomenon («явище», «феномен») — phenomena («явища», «феномени»). Втім, зараз спостерігають тенденцію до заміни цих екзотичних закінчень звичайними англійськими -s/-es: наприклад, для слова formula («формула») допускаються форми множини formulae і formulas. Деякі з латинських і грецьких запозичень вживані лише у формі множини: data («дані» — множина від лат. datum), paraphernalia («приладдя», «обладнання» — множина від paraphernalium).
Деякі іменники мають однакові форми однини і множини, перша відрізняється від другої лише наявністю невизначеного артикля: an aircraft («літак») — aircraft («літаки»), a fish («риба») — fish («риби», «риба» як збірне), a sheep («вівця») — sheep («вівці»).